# Walter di Bibbesworth
Walter di Bibbesworth, o in francese antico Gauter de Bithesweth (1219 o prima – 1270 o dopo), è stato un letterato e un singolare poeta-troviero anglo-normanno che scrisse in lingua d'oïl.
Bibbesworth è conosciuto soprattutto per il suo Tretiz ("trattato"), un poema didattico di 1140 versi ottonari, destinato all'insegnamento del vocabolario francese ai bambini di madrelingua inglese. È il più antico manuale di francese che si conosca e la sua stesura probabilmente risale tra il 1240 il 1250. Nel prologo l'autore dedica il libro a una certa Dyonise e ai suoi figli.
Bibbesworth ha scritto, inoltre, in antico francese, una tenson (1270) insieme a Henri de Lacy che ha per tema la crociata in Terra santa e una chanson dedicata alla Vergine Maria.